# Hofkasten (Hilpoltstein)

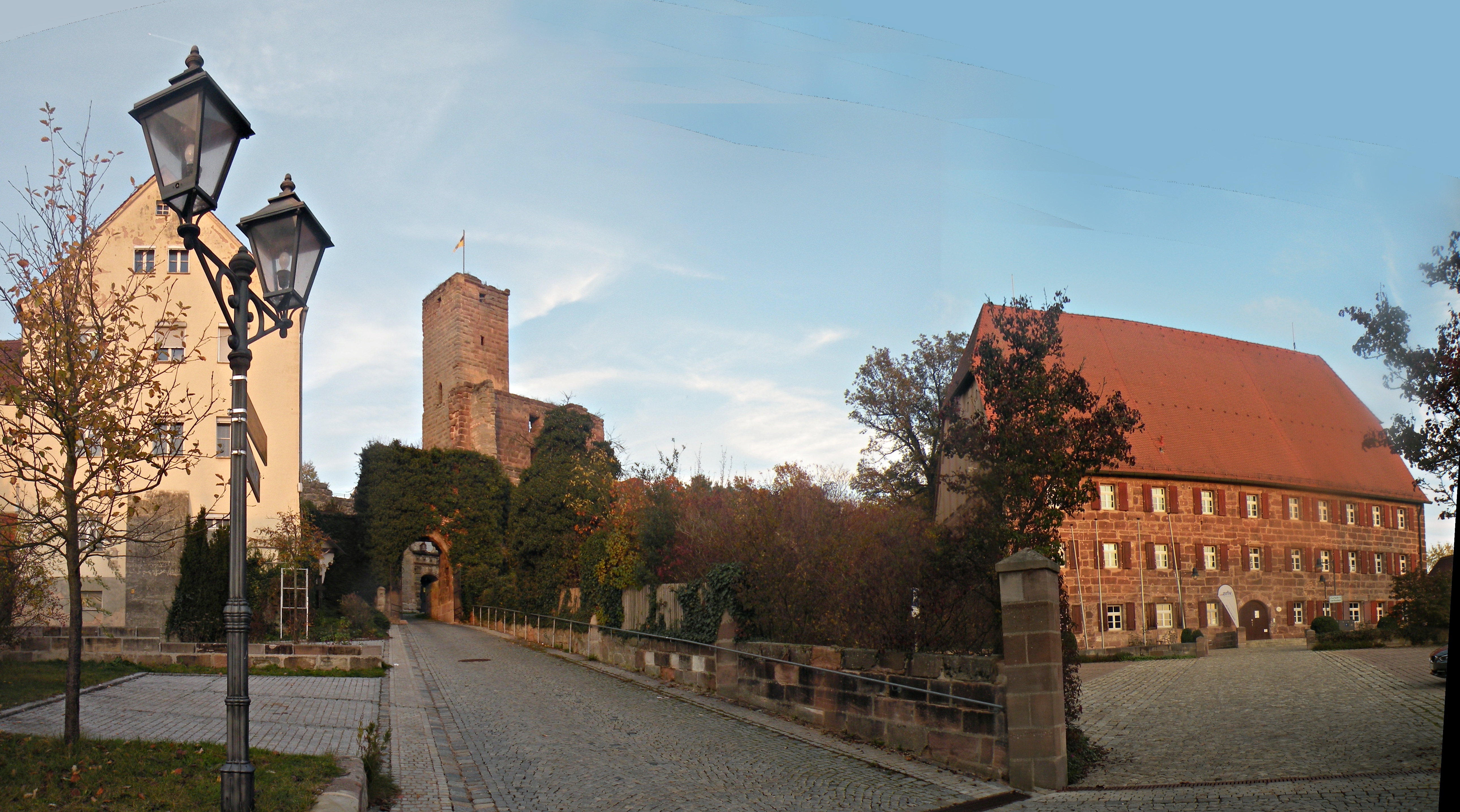
Burg und Hofkasten in Hilpoltstein

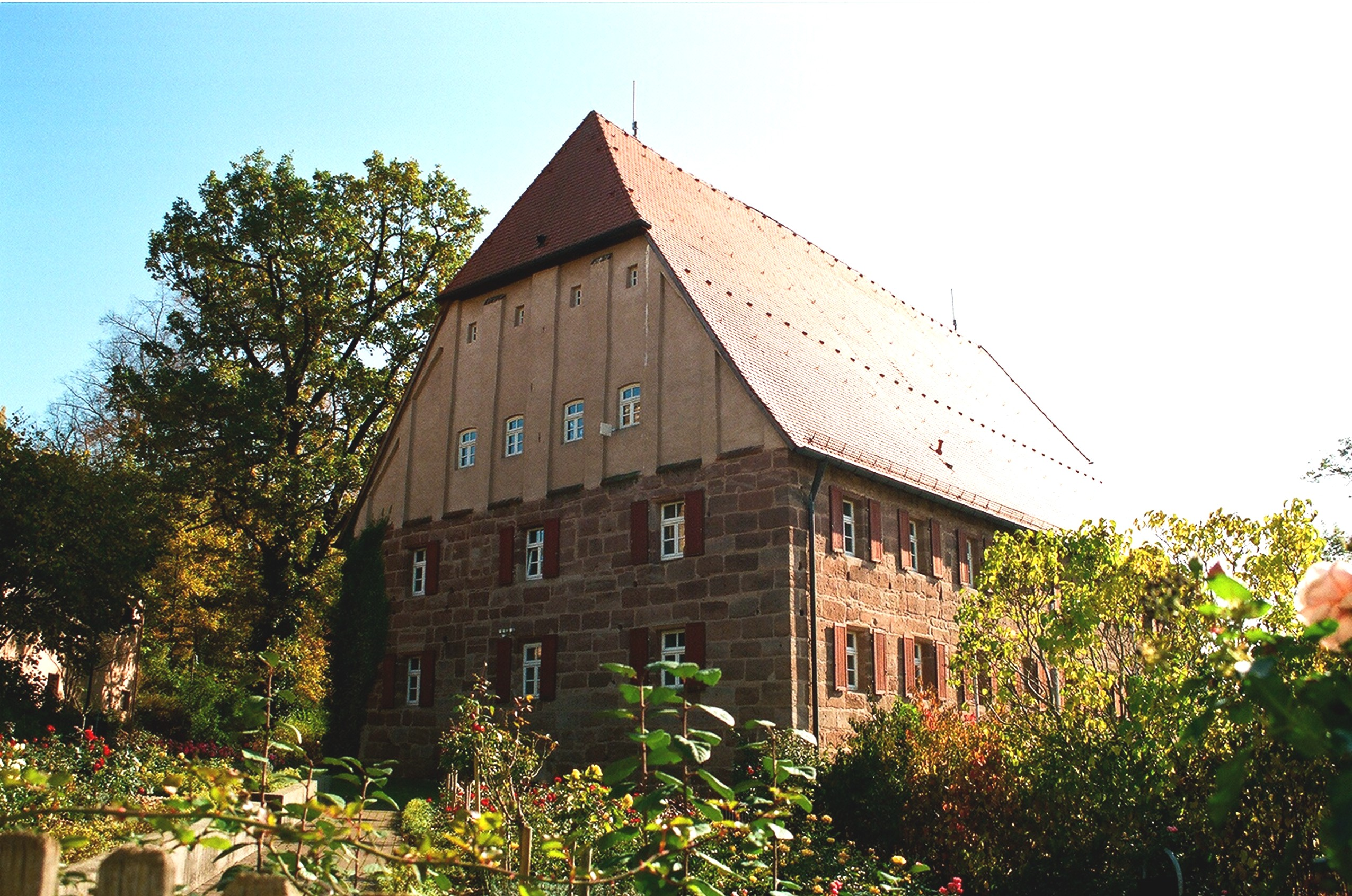
Hofkasten

Der Hofkasten in Hilpoltstein, einer Stadt im mittelfränkischen Landkreis Roth in Bayern, wurde 1473 errichtet. Das ehemalige herrschaftliche Speicherhaus an der Maria-Dorothea-Straße 8 ist ein geschütztes Baudenkmal. Das Gebäude ist im Eigentum des Landkreises Roth und zählt zu den bedeutendsten Baudenkmälkern Hilpoltsteins.
Der mächtige dreigeschossige Sandsteinquaderbau mit Halbwalmdach und Lisenenverstärkung an den Giebeln befindet sich auf dem Areal der Burg Hilpoltstein. Er stammt aus spätgotischer Zeit.
Der ehemalige Traidkasten beherbergt heute das Haus des Gastes mit Touristinformation, das Archiv des Landkreises und die Volkshochschule.